# Tarpunartige
Die Tarpunartigen (Elopiformes) sind eine neun Arten umfassende Ordnung der Knochenfische. Sie sind mit den Aalartigen verwandt und haben mit ihnen die gleiche Larvenform, die Leptocephaluslarve, die bei den Tarpunartigen nur klein ist und maximal fünf Zentimeter lang wird. 

## Merkmale
Ihr Körper ist schlank, spindelförmig, im Querschnitt oval oder seitlich abgeflacht. Die Schuppen sind cycloid. Die Augen sind groß und werden von Fettlidern geschützt. Das Maul ist groß und end- oder oberständig, die Kiemenöffnungen weit. Der Oberkieferrand wird von der Prämaxillare und der bezahnten Maxillare gebildet. Der Unterkiefer reicht bis hinter das Auge. Die Seitenlinie reicht nicht bis auf den kleinen Vorkiemendeckel. Die Bauchflossen sind bauchständig. Die Schwanzflosse ist tief gegabelt. Sie hat sieben Hypuralia. Postcleithra und Mesocoracoid (Knochen im Schultergürtel) sind vorhanden. Die Gulare, eine knöcherne Kehlplatte, ist gut entwickelt. Die Anzahl der Branchiostegalstrahlen liegt bei 23 bis 35. Die Leptocephali der Tarpunartigen sind klein, erreichen eine Maximallänge von 5 cm, und besitzen eine gut entwickelte, gegabelte Schwanzflosse und eine hinten liegende Rückenflosse. Die Anzahl ihrer Muskelabschnitte (Segmente) in der Rumpfmuskulatur liegt bei 53 bis 86.

## Familien
- † Anaethalionidae
- Frauenfische (Elopidae), 7 Arten
- Tarpune (Megalopidae), 2 Arten

## Stammesgeschichte

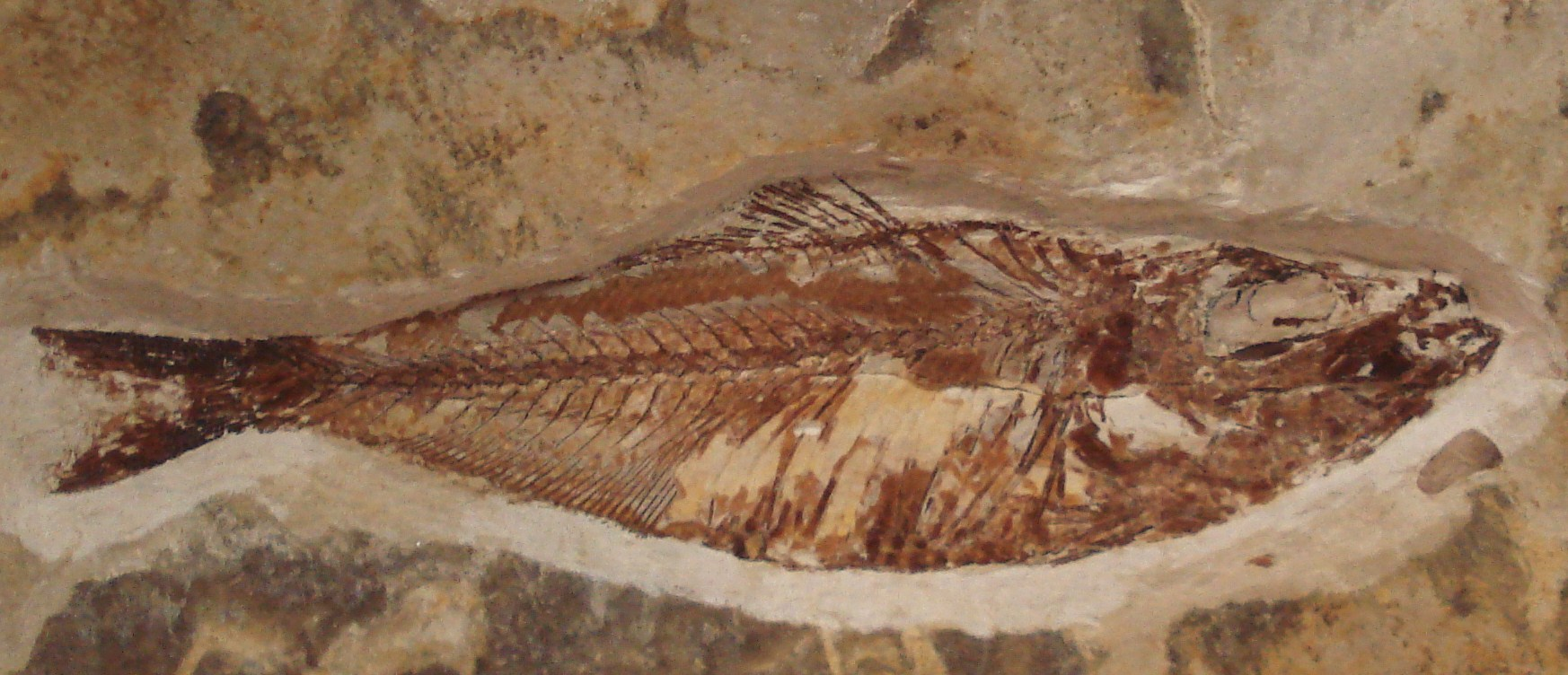
Sedenhorstia dayi aus dem Cenomanium des Libanon.

Tarpunartige sind eine alte Fischgruppe und schon seit dem Oberjura aus Europa, Asien und Afrika bekannt.